# Aventignan
Aventignan é uma comuna francesa na região administrativa de Occitânia, no departamento dos Altos Pirenéus. Estende-se por uma área de 5,22 km², Em 2010 a comuna tinha 215 habitantes (densidade: 41,2 hab./km²)..